# Николай Охридски
Николай е православен духовник, охридски архиепископ. Две са датираните сведения за него - надпис в църквата на село Велестово „Успение Богородично“ от 1450/51 година и надпис от църквата „Вси Светии“ в Лешани от 1452 година. По-рано името му е било погрешно разчитано като Никодим. Той е споменат и в житието на константинополския патриарх Нифонт II, който прекарва известно време в Охрид, преди да стане солунски митрополит през 1482 година. По време на този престой архиепископ Николай умира и на негово място е избран Захарий, духовният отец на Нифонт.